# Melita quadrispinosa
Melita quadrispinosa är en kräftdjursart som beskrevs av J. Vosseler 1889. Melita quadrispinosa ingår i släktet Melita och familjen Melitidae. Inga underarter finns listade i Catalogue of Life.